# 442 Eichsfeldia
442 Eichsfeldia là một tiểu hành tinh lớn ở vành đai chính. Nó được xếp loại tiểu hành tinh kiểu C, có bề mặt tối, và dường như được cấu tạo bằng chondrite cacbonat nguyên thủy.
Tiểu hành tinh này do Max Wolf và A. Schwassmann phát hiện ngày 15.2.1899 ở Heidelberg và được đặt theo tên vùng Eichsfeld của Đức.
Mặc dù Eichsfeldia có quỹ đạo tương tự như của nhóm tiểu hành tinh Vesta, nhưng nó không thuộc nhóm này, vì có kiểu quang phổ không hợp.